# リヴァプールFC
- リバプールFC

リヴァプール・フットボール・クラブ（英: Liverpool Football Club）は、イングランド・マージーサイド州・リヴァプールをホームタウンとする、イングランド・プレミアリーグに加盟するプロサッカークラブ。愛称はレッズ（The Reds）。
1892年にホームスタジアムのアンフィールドとライバルクラブのエヴァートンFCの関係から創設された。

## 概要
1960年代半ばから80年代にかけて、3連覇（1981-82、1982-83、1983-84シーズン）達成を含むフットボールリーグ優勝13回、UEFAチャンピオンズカップ（現在のUEFAチャンピオンズリーグ）優勝4回など、40以上のタイトルを獲得し黄金期を迎えた。イングランドのみならず世界を代表する強豪クラブの一つであるが、一方でヘイゼルの悲劇、ヒルズボロの悲劇という2つの大きな事件を引き起こした（後述）。
2005年にイスタンブールの奇跡と呼ばれる勝利でACミランを下し、UEFAチャンピオンズリーグ制覇を果たす。これによりイングランドで唯一ビッグ・イヤーの永久保持が認められた。
2022年に創設130周年を迎えた。クラブ史上、監督を務めたのは22人。現在の監督は2024年7月に就任したアルネ・スロットである。
旧フットボールリーグにおいて最多となる18回の優勝を誇る。イングランドのトップリーグにおける最多優勝回数記録を長年にわたり保持しており、マンチェスター・ユナイテッドと並んでいる。国内タイトルでは唯一プレミアリーグ優勝の経験がなかったが、2019-20シーズンにプレミアリーグ初優勝を成し遂げた。
2024年1月、世界最大の会計事務所である『デロイト』が公表したデロイト・フットボール・マネー・リーグによると、2022-23シーズンのクラブ収入は5億9380万ポンドであり、世界のサッカークラブの中で第7位である。
世界中のサッカークラブのサポーター達に歌われ、人気を得ているサポーターソング「You'll never walk alone」を最初に合唱したクラブでもある。
リヴァプールのエンブレムには、中央にLiver Birdと呼ばれる鳥が描かれている。これは、リヴァプールの船乗りの守り神であり、地名の由来にもなっている。また、Liver Birdの上には先述のYou'll never walk aloneの文字が刻まれている。

## 歴史

### 黎明期
1891年、アンフィールドのオーナージョン・ホールディングは、当時アンフィールドを本拠地として使用していたエヴァートンに対して施設使用料の値上げを要求したが、エヴァートンはこれを拒否し現在のグディソン・パークへの移転を決定した。ホールディングはアンフィールドに新たなサッカークラブを設立することを決め、その名前を「エヴァートンFC・アンド・アスレティック・グラウンズ・リミテッド」（Everton F.C. and Athletic Grounds Ltd. 、略称: エヴァートン・アスレティック Everton Athletic）と定めた。後に考えを改め、1892年3月15日に「リヴァプールFC」と全く新しい名前のクラブを創立した。同年9月1日に行われたロザラム・タウン との親善試合が、リヴァプールとして初めての試合となった。
1936年6月、ジョージ・パターソンに代わってジョージ・ケイが監督に就任。サウサンプトンからの就任だった。ケイ就任後の12試合は3勝4分という成績で、1936-37シーズンは18位でリーグを終える。1937-38シーズンは開幕戦の相手の本拠地スタンフォード・ブリッジでのチェルシー戦に1-6で敗れ、11位でリーグを終えた。
1938-39シーズン前に、ケイはボブ・ペイズリーをビショップ・オークランドから移籍金をかけずに獲得。またビリー・リデルも獲得した。第二次世界大戦へと突入し、リーグは活動の停止を余儀なくされる。

### 第二次世界大戦後
第二次世界大戦後、リヴァプールはアメリカとカナダへの遠征を計画。この計画はジョージ・ケイによるもので、気候などが全く異なる北米でプレーすることは選手に有益であるという考えに沿ったものであった。1946-47シーズンに10試合の北米遠征が行われた。
1949-50シーズンにFAカップで決勝に進出したが、アーセナルに敗れ、初のFAカップ制覇を逃す。ケイは1951年に引退し、監督の座はドン・ウェルシュに引き継がれた。

### シャンクリーによる改革

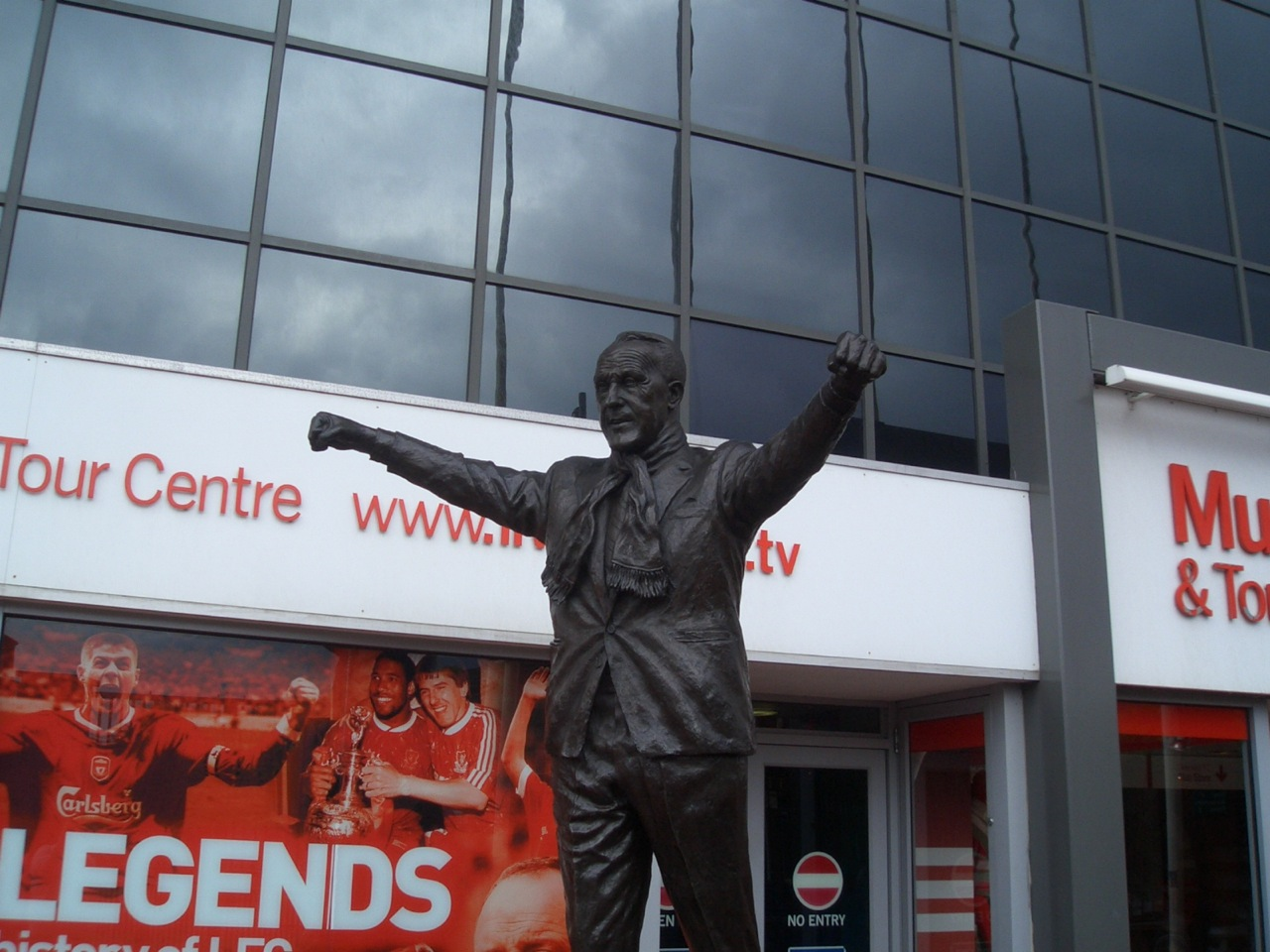
アンフィールド前に建つビル・シャンクリーの像

クラブが大きな変革の時を迎えたのは1950年代に入ってからになる。1954年に2部に降格し、数年にわたり低迷していたが、1959年にビル・シャンクリーが監督として就任。シャンクリーは低迷した空気を払拭すべく大きな改革に乗り出した。ロジャー・ハントやイアン・キャラハンという後にクラブ史を背負って立つことになる若手選手をデビューさせたほか、ブートルームの改修などを行った。就任初年度での昇格は逃したものの、翌シーズン（1960-61）にケビン・ルイス、ゴードン・ミルンを獲得しチーム力の強化を図った。ルイスはシーズン32得点を挙げる活躍を見せたが、このシーズンでも昇格を逃してしまう。1961-62シーズンにシャンクリーは当時のクラブ史上最高額の移籍金でロン・イェーツとイアン・セント・ジョンを獲得。就任3年目にしてようやく2部リーグを制し、昇格を決めた。
1962-63シーズンは出だしこそつまづいたものの、シーズン途中は13戦無敗などを記録し、最終的に8位でシーズンを終えた。クラブはシーズン途中にウィリー・スティーブンソンを獲得したほか、翌シーズンに向けて夏にプレストン・ノース・エンドからピーター・トンプソンを獲得した。1963-64シーズンは序盤は取りこぼしが目立ったが、10月頃から成績が安定し始め、1964年3月20日のボルトン戦から7連勝を飾ると、本拠地アンフィールドにて1946-47シーズン以来となるトップリーグ優勝を果たし、クラブ史上初となるチャンピオンズカップへの出場権を手にした。チャンピオンズカップでもクラブの躍進は止まらず、準決勝まで進んだ。準決勝では前年度覇者のインテルに敗れたものの、FAカップでは決勝でリーズを破ってクラブ史上初のFAカップ優勝を果たした。1965-66シーズンに前年度のFAカップ優勝で出場権を得たカップウィナーズカップへ出場し、準優勝。さらに再び国内リーグを制覇した。
そこから数シーズンはタイトルから離れるものの、レイ・クレメンス、エムリン・ヒューズ、アレク・リンゼイ、ラリー・ロイド、スティーブ・ハイウェイ、ケビン・キーガン、ジョン・トシャックらを獲得し、チームの世代交代を果たす。それが実り、1972-73シーズンにリーグ戦とUEFAカップの2冠を達成。1973-74シーズンにリーグ戦こそ2位止まりとなったが、再びFAカップを優勝した。低迷していたリヴァプールを立て直し、数多くのタイトルを獲得するまでに成長させたビル・シャンクリーは、1973-74シーズンを持ってクラブの監督を勇退した。

### 黄金期と2つの悲劇
1974年にシャンクリーが辞任すると、後任の監督にアシスタントコーチを務めていたボブ・ペイズリーが就任する。シャンクリーからチームを引き継いだペイズリーの下で、リヴァプールは国内・ヨーロッパを席巻し、黄金期を迎える。

ペイズリー体制下に初めて迎えた1974-75シーズンにテリー・マクダーモットとフィル・ニールを獲得したが、国内リーグは2位、カップウィナーズカップは2回戦敗退と無冠に終わる。1975-76シーズンにリーグ戦とUEFAカップの2冠を達成、さらに1976-77シーズンも国内リーグ戦を連覇したほか、トミー・スミスの決勝ゴールで、ボルシアMGを破り、クラブ史上初となるチャンピオンズカップ制覇を達成。このシーズン限りでクラブのエースだったケビン・キーガンは退団したが、ペイズリーはキーガンの後釜にセルティックからケニー・ダルグリッシュを獲得した。

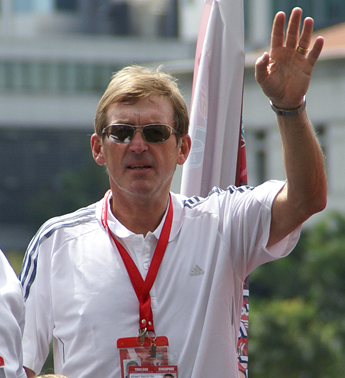
ケニー・ダルグリッシュは選手として活躍したほか、監督としても実績を残し、クラブ史に残るレジェンドとなった。

1977-78シーズンはリーグ戦は2位止まりも、チャンピオンズカップ決勝では、ダルグリッシュの決勝ゴールでクラブ・ブルッヘを破り連覇を達成した。1978年1月にグレアム・スーネスを獲得している。
1978-79シーズンはアラン・ケネディを獲得し、再びリーグを優勝した。1979-80シーズンに再びリーグ連覇を達成。同シーズン限りでトミー・スミスが退団した。オフシーズンにイアン・ラッシュを獲得し、1980-81シーズンに決勝でレアル・マドリードをアラン・ケネディのゴールで1-0と破り、3度目となるチャンピオンズカップ制覇を達成した。リーグカップも優勝し、カップ戦の2冠を達成した。シーズン中にブルース・グロベラーを獲得している。
1981-82シーズンにリヴァプールはマーク・ローレンソン、スティーブ・ニコルを獲得し、リーグ戦優勝、リーグカップ連覇を達成。なお、1978年から1981年までの3年間、本拠地アンフィールドにおけるすべてのリーグ戦・カップ戦は85試合連続で無敗だった。85試合中63試合はリーグ戦であり、63試合連続リーグ戦ホーム無敗記録も樹立している（このリーグ戦ホーム無敗記録は2007年にチェルシーに破られた）。インターコンチネンタルカップではフラメンゴに0-3と敗れた。
1982-83シーズンにリーグとリーグカップを連覇したが、これを置き土産にペイズリーは監督を辞任することを発表。後任にはアシスタントコーチを務めていたジョー・フェイガンが就任した。リーグ連覇中のチームを引き継いだフェイガンだったが、フェイガン体制でもリヴァプールの強さが揺らぐことはなく、1983-84シーズンにリーグとリーグカップの連覇を達成。リーグはクラブ史上初となる3連覇、リーグカップは大会史上初の4連覇となった。決勝でPK戦の末、ASローマを破り4度目となるチャンピオンズカップ制覇を果たし、3冠を達成した。
1984-85シーズンはインターコンチネンタルカップでインデペンディエンテに0-1で敗れた。チャンピオンズカップ決勝ユヴェントス戦ではリヴァプールサポーターにより「ヘイゼルの悲劇」 が起き、これによりイングランドのクラブは国際試合から無期限に締め出され（後にリヴァプールは7年、他クラブは5年となる）、リーグの力の相対的な地盤沈下をもたらした。この事件の責任を感じたフェイガンは監督を辞任、後任には選手兼任監督としてケニー・ダルグリッシュが後を引き継いだ。ダルグリッシュ体制でも3度のリーグ優勝、2度のFAカップ優勝を果たしたとはいえ、1988-89シーズンに起きた「ヒルズボロの悲劇 」によってリヴァプールの勢いは大きく落ち込むこととなった。この事故の影響もあり、ダルグリッシュは1990–91シーズン途中に監督を辞任した。

### 低迷期
ダルグリッシュ辞任以降、90年代を通して低迷期が続くことになる。UEFAの処分が解けた後も国際タイトルには手が届かず、国内リーグもプレミアリーグが新設され新時代に入るが、アレックス・ファーガソン監督の下で躍進するマンチェスター・ユナイテッドの後塵を拝すことになる。
1991-92シーズンのFAカップはグレアム・スーネス新監督のもと、優勝を果たすが、リーグ戦は2年連続6位と振るわなかった。94年1月にスーネスは監督を解任され、ロイ・エヴァンスが監督に就任。1994-95シーズンにはリーグカップを制した。1998-99シーズンには、クラブ初となる英国外出身者の監督、ジェラール・ウリエを招聘。シーズン序盤まではエヴァンスとの共同監督であったが、11月にエヴァンスのみ監督を辞任した。
タイトルから遠ざかった90年代だが、スティーブ・マクマナマン、ロビー・ファウラー、ジェイミー・キャラガー、マイケル・オーウェン、スティーヴン・ジェラードなど、育成組織から生え抜きのスターが誕生し、2000年代以降の復調へ繋がる礎を築いた時期でもあった。

### 国際舞台での活躍
新世紀以降は、国際試合での活躍が目立ち、「ヘイゼルの悲劇」の後遺症は完全に過去のものとなった。
2000-01シーズンにはFAカップ、リーグカップ、UEFAカップを制して3冠（カップ・トレブル）を達成した。2001-02シーズンにはマンチェスター・ユナイテッドとのFAチャリティ・シールド、バイエルン・ミュンヘンとのUEFAスーパーカップをどちらも制し、1年間で5冠を達成する。この功績も踏まえて、2001年のバロンドールにはマイケル・オーウェンが選出された。リヴァプール所属の選手がバロンドールを受賞するのはこれが初となる。
2004-05シーズン開幕前には、バレンシアの監督として実績を残したラファエル・ベニテスが監督に就任すると、ルイス・ガルシア、シャビ・アロンソなどリーガ・エスパニョーラの選手を獲得し、積極的に登用し始める。一方、エースのマイケル・オーウェンをレアル・マドリードへ放出した。チャンピオンズリーグでは決勝トーナメント進出がかったオリンピアコス戦でリバウドに先制点を許す苦しい展開の中、スティーヴン・ジェラードのミドルとニール・メラーのゴールで勝利し決勝トーナメント進出を決めると、ラウンド16でバイヤー・レバークーゼン（H3-1,A3-1）、準々決勝ではユヴェントス（H2-1,A0-0）、準決勝のチェルシー戦ではガルシアのゴール（A0-0,H1-0）で勝利、決勝進出を果たす。決勝のACミラン戦において、前半終了時0-3のビハインドから、後半の6分間にジェラード、スミチェル、アロンソが立て続けに得点し、同点に持ち込んだ。そして、PK戦ではGKイェジー・ドゥデクの活躍もありACミランを下し、21年ぶりの欧州一の称号を手にした。この試合はイスタンブールの奇跡と呼ばれるようになる。また、チャンピオンズカップとチャンピオンズリーグの合計優勝回数が5回となり、5チーム目となる優勝カップの永久保持が認められたクラブとなった。
2005-06シーズンの夏、前シーズンがプレミアリーグ5位であったため、チャンピオンズリーグの出場権は逃していたが、タイトル防衛の機会が与えられるべきという意見から特例で予備予選1回戦からの出場が認められた。2006-07シーズン以降は、前大会優勝チームはグループリーグにシード出場できるというルールが設けられた。
2005年12月、新設されたFIFAクラブ世界選手権2005出場のため来日。12月15日に行われた準決勝で北中米・カリブ海王者デポルティーボ・サプリサに3-0で勝利し決勝戦進出。12月18日の決勝戦では、南米王者サンパウロと戦い、接戦の末0-1で敗れ準優勝。
2006年のFAカップ決勝戦では、ウェストハムと対戦。三度先攻を許すも、後半終了間際にジェラードが2本のミドルシュートが決め、三度追いついた。その後の延長戦でも決着がつかず、PK戦の末、同大会で5年ぶりの優勝を決めた。
2006-07シーズンはチャンピオンズリーグで2年ぶりの決勝進出を果たした。対戦相手は2004-05シーズンと同じACミランであったが、2005年の雪辱を果たそうと意気込むミランにフィリッポ・インザーギの2ゴールで1-2と敗れた。
2007-08シーズンは夏期移籍期間にフェルナンド・トーレスを獲得。シーズン開幕前には懐疑的な意見も聞かれたが、ルート・ファン・ニステルローイが保持していたプレミアリーグ初年度の得点記録を塗り替えた。チャンピオンズリーグはここ数シーズンと同様に、準決勝まで進出した。準決勝でチェルシーに2戦合計3-4で敗れ、敗退した。
2008-09シーズンは夏の移籍市場でトッテナムから2030万ポンドでロビー・キーンを獲得。また、在籍年数の長かったヨン・アルネ・リーセやスティーヴ・フィナン、ピーター・クラウチ、ハリー・キューウェルなどを放出し、チームの顔ぶれを刷新した。マンチェスター・ユナイテッドと熾烈な優勝争いを演じるも、2位に終わった。
2009-10シーズンは中心選手であったシャビ・アロンソ、アルバロ・アルベロアを放出した。中盤で攻撃を組み立てていたアロンソを放出したため、中盤の展開力不足、ジェラードとフェルナンド・トーレスへの依存度が更に高まるなどチームが機能せず最終的に7位で終了した。この結果、マンチェスター・ユナイテッド、アーセナル、チェルシー、リヴァプールが上位を独占するBIG4時代が終焉した。シーズン終了後、成績不振を理由に双方の合意の下ベニテス監督との契約を解除した。後任は同シーズンフラムをUEFAヨーロッパリーグ準優勝に導いたロイ・ホジソンとなった。イングランド人監督が就任したことやプレミアリーグの規定変更などもあり、チームはイングランド化が進んだ。

### オーナー交代と過渡期
2010年4月16日、共にアメリカ人で共同オーナーを務めるジョージ・ジレットとトム・ヒックスは新会長の就任発表と同時にクラブを売りに出したことを発表した。ジレットとヒックスは2007年にクラブを買収したが経営に失敗し資金繰りが悪化、英メディアによれば負債は売却発表時点で2億3700ポンド（発表時点で約335億円）に上る。これまでも中東の富豪との売却交渉などが報じられていたが、売却に向けての初めての正式発表となった。発表によれば、新会長マーティン・ブロートン（ブリティッシュ・エアウェイズ会長）がバークレイズ・キャピタルの支援を受け売却交渉を主導する。なかなか売却交渉に進展がなかったが、10月15日の負債返済期限を前にしてヒックス、ジレットの両人による反発に遭い裁判にもつれながらもNESV（ニューイングランド・スポーツ・ベンチャーズ）によって約3億ポンドで買収された。11月にはフロント改革の一環としてトッテナム元SDのダミアン・コモリをFD（フットボールディレクター）として招聘した。
2010-11シーズンは、ハビエル・マスチェラーノやヨッシ・ベナユンらを放出したが、資金不足によりラウル・メイレレスやジョー・コール、ミラン・ヨヴァノヴィッチなどの獲得に留まり満足な補強ができず一時は降格圏にまで転落するなど低迷、上記買収後も調子が上がらずホジソンは解任された。後任には暫定監督としてクラブのレジェンド、ケニー・ダルグリッシュが就任。冬の移籍市場でフェルナンド・トーレスをチェルシーに英国史上最高額推定5000万ポンドで放出し、アンディ・キャロルをトーレスの移籍金に次ぐ3500万ポンド、ルイス・スアレスを2280万ポンドで獲得するなどチームを立て直し、最終的に6位で終えた。しかし、他のリーグであれば6位の場合はUEFAヨーロッパリーグの出場権が与えられるが、5位のトッテナムと共に出場権を獲得したのがFAカップ決勝に進み準優勝だったストーク・シティ、プレミアリーグがフェアプレーランキングで上位に入った事による恩恵を受けたフラム。リーグカップの決勝に進んだアーセナルが4位でフィニッシュしており、アーセナルが優勝すればヨーロッパリーグの出場権を獲得出来たが、そのアーセナルがバーミンガム・シティに敗れた為、18位で降格したにも関わらずバーミンガム・シティがヨーロッパリーグの出場権を獲得し、1999-2000シーズン以来12年ぶりに欧州カップ戦の出場を逃した。
2011-12シーズンは、夏の移籍市場では積極的な投資が行われ、総額5500万ポンドを投じた。リーグカップでは準決勝でマンチェスター・シティを下し決勝進出。決勝ではカーディフ・シティをPK戦の末に破り2005-06のFAカップ以来となるタイトル獲得となった。FAカップでも決勝進出を果たすなど、カップ戦では結果を残したが、リーグ戦ではアンフィールドでクラブ史上2番目に悪い6勝止まり と（9分4敗）得意である筈のホームで勝てず8位に終わる。大規模投資にあった結果とは言えず、シーズン終了後にダルグリッシュは契約解消という形で退任した。2012年6月、スウォンジー・シティ監督のブレンダン・ロジャーズの就任を発表。
2012-13シーズンは、前年のリーグカップ優勝によってヨーロッパリーグに出場するもゼニトにアウェーゴール差で敗れベスト32で姿を消した。リーグでは冬の移籍市場でチェルシーからダニエル・スタリッジ、インテルからフィリペ・コウチーニョを獲得し、31節から最終節まで8戦連続無敗で巻き返したものの、上位6チーム（マンチェスター・ユナイテッド、マンチェスター・シティ、チェルシー、アーセナル、トッテナム、エヴァートン）相手に1勝しか挙げられず、7位に終わった。ジェイミー・キャラガーがこのシーズンを持っての引退を表明した。
2013-14シーズンは、リーグ戦で31ゴールを決め得点王に輝いたスアレスと、21ゴールをあげたスタリッジの2トップ（SASコンビ）が躍動した。ジェラードはロジャーズによってアンカーのポジションにコンバートされ、ジョー・アレンとジョーダン・ヘンダーソンとの3ボランチを形成した。ホームでのマンチェスター・シティ戦も含めリーグ11連勝を飾り、35節時点で首位につける。12連勝目を目指した36節ホームでのチェルシー戦では、前半のアディショナルタイムにジェラードが自陣でママドゥ・サコーのパスをトラップミスして焦ったところ、足を滑らせてしまいボールをデンバ・バに奪われてそのまま失点。後半のアディショナルタイムにカウンターからフェルナンド・トーレスの折り返しをウィリアンに決められてこの試合を落としてしまう。続くクリスタル・パレス戦では後半10分までに3-0としながらも34分から9分間で3失点を喫し、引き分けに持ち込まれるなど、結局最後の3試合で勝ち点4しか稼げず2位に転落。悲願のプレミアリーグ優勝は叶わなかった。FAカップは優勝したアーセナルに5回戦で、リーグカップはマンチェスター・ユナイテッドに3回戦で敗退。無冠でシーズンを終えた。
2014-15シーズンは、昨シーズンの得点王であったルイス・スアレスがバルセロナに移籍。デヤン・ロヴレン、アダム・ララーナ、マリオ・バロテッリ、エムレ・ジャンなどを獲得し、合計1億1700万ポンドを投じたが、スアレスの穴を埋めることはできず、前年21ゴールを挙げたスタリッジの故障で攻撃陣が振るわずリーグ前半戦は8位で折り返した。2015年1月2日、これまでリヴァプール一筋でプレーし、2003年からキャプテンも務めて数々のタイトルを獲得してきたスティーヴン・ジェラードが、2014-15シーズン終了後に退団する事を発表。17節から29節まで13戦無敗を記録するも、30節以降の9試合は勝ち点を8しか稼げず、18勝8分12敗の6位でシーズンを終えた。5年ぶりに参戦したチャンピオンズリーグは前回王者のレアル・マドリードに2連敗を喫する等、初戦以外は勝ち点3を取れず、グループステージを3位で終え敗退。続くヨーロッパリーグもベシクタシュと対戦し、ベスト32で姿を消した。リーグカップとFAカップ2つのカップ戦で準決勝に進むが、共に決勝進出はならなかった。

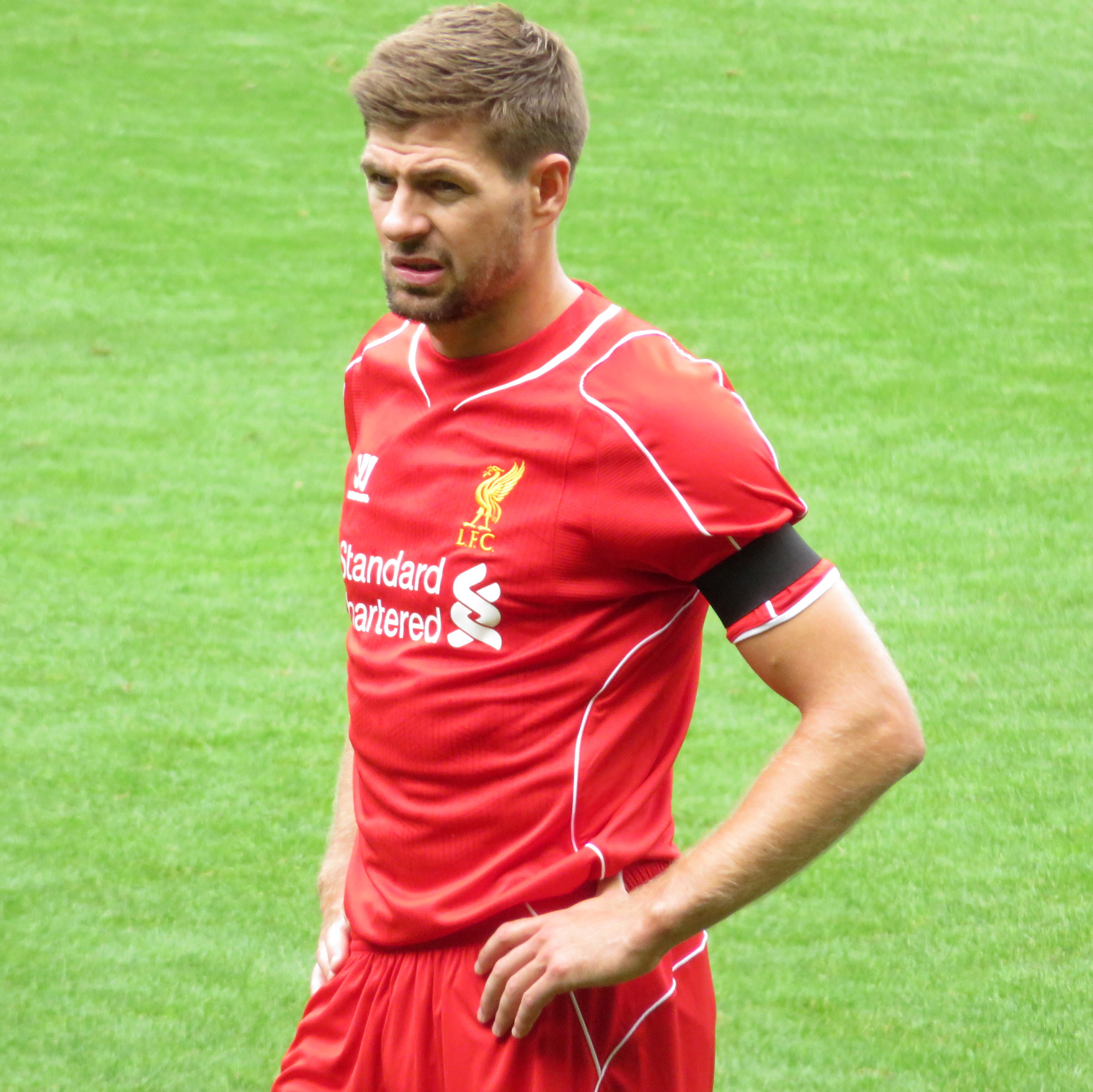
17年間チームの中心選手であったジェラードが退団した。

2015-16シーズンは、マンチェスター・シティにラヒーム・スターリングを当時の英国人の移籍金史上2位となる4900万ポンドで売却した。補強面ではジェイムズ・ミルナー、ナサニエル・クライン、ダニー・イングス、ジョー・ゴメス、ロベルト・フィルミーノ、クリスティアン・ベンテケ、そして前年度にすでに加入が決まっていたディヴォック・オリジを獲得する 。しかし、第8節を終えた時点で3勝3敗2分の10位と苦戦し、10月3日に2012年から指揮を執っていたブレンダン・ロジャーズ監督を解任。10月8日に、ブンデスリーガのボルシア・ドルトムントで一時代を築いたユルゲン・クロップを新監督に招聘した。

### クロップによる改革
2015-16シーズン途中よりユルゲン・クロップが新監督に就任すると、代名詞とも言える「ゲーゲンプレス」戦術を導入してチーム改革を断行する。
クロップの初陣となったトッテナム戦では、ゲーゲンプレスがチームに染み渡ったこともあり、スプリント回数614回、走行距離116kmとらしさを発揮した。リーグカップのボーンマス戦で新体制初勝利を飾り、リーグ戦第11節のチェルシー戦ではコウチーニョの2ゴールもありリーグ戦初勝利を飾った。その後もマンチェスター・シティやレスター・シティなどの上位チームには勝利を挙げるものの、クリスタル・パレスやニューカッスルなど下位のチームに敗戦し苦しめられた。グループ首位通過したヨーロッパリーグにおいてはマンチェスター・ユナイテッドをベスト16で下し、さらにクロップ監督の古巣であるボルシア・ドルトムントとのベスト8の対戦では、後半12分にマルコ・ロイスにゴールを許し2戦合計1-3とされるもそこからコウチーニョ、サコー、さらにミルナーのアシストからロヴレンが決勝ゴールを挙げて、2戦合計4-3で逆転勝利を飾った。ベスト4でもビジャレアルを2戦合計3-1で下し決勝へ駒を進めた。決勝ではダニエル・スタリッジが先制ゴールを挙げるも、後半に3点を奪われ1-3でセビージャに敗れ準優勝に終わった。リーグカップにおいてもマンチェスター・シティに敗れ準優勝に終わった。リーグ戦では8位でシーズンを終え、欧州カップ戦への出場を逃した。
2016-17シーズンはクロップ体制2年目となり、初めてフルシーズンを戦う年となった。クロップ監督の元で出場機会をあまり得られなかった選手およびローン生活を繰り返していた選手達を整理した他、アカデミーの選手も完全移籍で放出した。補強面ではサディオ・マネ、ジョルジニオ・ワイナルドゥム、ジョエル・マティプ、ロリス・カリウスらを獲得。開幕戦でアーセナルをアウェイで下すと、第5節にはチェルシーもアウェイで撃破。第11節終了時には首位に躍り出る。その後も好調を継続し、前半戦を13勝4分2敗の2位で終える。しかし、1月にアフリカネイションズカップの影響でマネが離脱。得点王を欠いたチームは失速してしまい、リーグ戦でスウォンジー、リーグカップでサウサンプトン、FAカップではウルヴァーハンプトンにアンフィールドで2012年10月以来の3連敗。すべてのタイトルの可能性が消滅、1月を1勝4分4敗の成績で終えた。第26節終了時には一時チャンピオンズリーグ圏外となる5位まで順位を落とすが、第27節にアンフィールドでアーセナルを下しシーズンダブルを達成するなど3位に再浮上。シーズン終盤にアーセナルに追い上げられるが、第37節では公式戦5試合勝ちなしと苦手にしていたウェストハムをコウチーニョの2G1Aの活躍などでアウェイで勝利し、最終節のミドルズブラ戦も3-0で勝利したことで、4位でシーズンを終え、チャンピオンズリーグ出場権を獲得した。
2017-18シーズンは移籍市場でモハメド・サラー、アンドリュー・ロバートソン、アレックス・オックスレイド＝チェンバレン、ドミニク・ソランケを獲得。一方で10年間チームに在籍したMFルーカス・レイヴァがラツィオに移籍した。開幕戦をワトフォードFC相手に3失点で引き分け、第4節マンチェスター・シティ戦で0-5、第9節トッテナム戦で1-4で敗れるなど、守備の脆さが見られた。冬の移籍市場でバルセロナにコウチーニョを移籍金約218億円で放出し、サウサンプトンからフィルジル・ファン・ダイクをDF史上最高額の約114億円で獲得 した。シーズン中盤からは盛り返し、23節終了時に3位まで浮上したが、シーズン終盤に勝ち点の取りこぼしが増え、最終的には4位となった。サラーが32得点で得点王となり、1995-96シーズンにアラン・シアラーが31得点で樹立したプレミアリーグの1シーズンの得点記録を22年ぶりに更新した。チャンピオンズリーグでは8月に行われたプレーオフでホッフェンハイムを2戦合計6-3で破ると、本選はグループEに入りセビージャ、スパルタク・モスクワ、NKマリボルと対峙、第3節ではマリボルをに7-0で大勝するなどして3勝3分で危なげなく首位突破した。チャンピオンズリーグにて決勝トーナメントに進出したのは2008-09シーズン以来9年ぶり。その後FCポルトを2戦合計5-0、マンチェスター・シティを5-1、ASローマを7-6で順に破り（ASローマとのファーストレグではジェイムズ・ミルナーが大会9つ目のアシストを記録し、大会新記録を樹立した）、2006-2007シーズン以来11年ぶりの決勝進出を果たす。決勝のレアル・マドリード戦では、好調だったアレックス・オックスレイド＝チェンバレンを怪我で欠いた上にエースのサラーが前半で負傷交代、後半にはミルナーも負傷で交代を強いられ、ロリス・カリウスの後半の2つのミスなどで1-3で敗れ準優勝となる。リーグカップは3回戦でレスター・シティに、FAカップは4回戦でWBAに敗れ、シーズン無冠に終わる。
2018-19シーズンは、ナビ・ケイタ、ファビーニョ、ジェルダン・シャチリ、アリソン・ベッカー の4名を移籍金合計約250億円で獲得し、大型補強を敢行した。更に1月にレンタル移籍していたダニエル・スタリッジとディヴォック・オリジの2名が戻り、プレシーズンマッチからチームに復帰した。一方でエムレ・ジャンは6月に退団後フリーでユヴェントスへ移籍。さらに前シーズン途中から正GKを務めたロリス・カリウスもベシクタシュへ2年間のローンで移籍した。リーグ戦折り返し時点で喫した失点は僅か7とリーグ最少記録タイである。攻撃面ではシーズン序盤こそ得点力に陰りが見られたものの、従来の4-3-3とシャチリの加入によって新たに4-2-3-1を併用するようになり、10月を過ぎるとそれがフィットし始めて息を吹き返すと43得点のリーグ2位。16勝3分無敗という好成績でリーグ戦を折り返した。年が明けて初戦の第21節マンチェスター・シティ戦に1-2で敗れると、そこからのリーグ6試合で4引き分けと勝ちきれない試合が続き、最大で7開いていた勝ち点差をマンチェスター・シティにひっくり返された。その後は第30節からは9連勝するが、シティは14連勝とお互い勝ち点差1のまま一歩も譲らないデッドヒートが続き、最終的には勝ち点97の2位でリーグ戦は幕を閉じた。わずかに1敗のみであったが優勝を逃すという史上初の結果となり、これまでの準優勝チームの最高勝ち点の89を大幅に更新した。なお2008-09シーズンにも2敗ながら優勝を逃した初めてのチームになっていた。サディオ・マネとモハメド・サラーが22得点を挙げて、アーセナルのピエール＝エメリク・オーバメヤンと並び得点王に輝いた。同一クラブの選手2人が得点王となるのはイングランド史上初で、またサラーは2年連続での得点王の快挙を達成した。
チャンピオンズリーグではグループCでパリSG、ナポリ、ツルヴェナ・ズヴェズダと同組となった。初戦こそパリSGに辛勝するも、その後アウェイで全敗。最終節、ホームでのナポリ戦をサラーのゴールで1-0と制し、ナポリと勝ち点・直接対決の成績・総得失点差の3つで成績が並んだが総得点で2上回り、僅差で決勝トーナメントへ進出した。決勝トーナメント・ラウンド16ではバイエルン・ミュンヘン、準々決勝はポルトとそれぞれ対戦し、2戦合計3-1と6-1で勝利した。準決勝のバルセロナ戦1stレグでは0-3で敗れたが、フィルミーノやサラーを欠場を余儀なくされる窮地の中で、2ndレグはオリジやワイナルドゥムの活躍により4-0で勝利し、大逆転で2年連続の決勝進出を果たした。この試合は、前述のUEFAチャンピオンズリーグ 2004-05 決勝における大逆転劇の通称「イスタンブールの奇跡」になぞらえ、「アンフィールドの奇跡」とも称された。決勝戦は同国対決となったトッテナムをサラーとオリジのゴールで2-0と破り、14年振りの優勝を決めた。クロップ監督はリヴァプールで初のタイトル獲得となり、また自身は同大会決勝3度目で初の勝利を手にした。リーグカップは3回戦でチェルシーに、FAカップでは3回戦でウルヴァーハンプトンにそれぞれ敗れている。
2019-20シーズンは例年通りプレミアリーグ、FAカップ、リーグカップに参加する他に、前年優勝のチャンピオンズリーグに加え、大会覇者として8月にはEL覇者と対決するUEFAスーパーカップ、12月にはFIFAクラブワールドカップに、さらに8月にはFAコミュニティ・シールドに出場した。大型補強を敢行した前年とは打って変わり、シモン・ミニョレの移籍や開幕節でのアリソンの怪我に伴ってアドリアンやアンディ・ロナーガンのGKをそれぞれフリーで獲得した以外は若手選手の獲得に留まった。冬の移籍市場では、レッドブル・ザルツブルクから南野拓実を獲得した。
プレミアリーグでは開幕から好調を維持し、開幕8連勝で昨シーズンからのリーグ連勝記録を17に伸ばす。第9節でマンチェスター・ユナイテッドを相手に1-1で引き分けたものの、前半戦で勝てなかったのはこの試合のみで、そこから再び勝ち続け、前半戦を18勝1分で折り返す。後半戦もその勢いは衰えず、リーグ戦連勝記録を18まで伸ばしたが、第28節で最下位に沈むワトフォードにまさかの0-3で敗戦、リーグ戦無敗記録は44でストップすると同時に2003-04シーズンのアーセナル以来となるリーグ無敗優勝とはならなかった。その後新型コロナウイルスの流行による中断も挟んだが、6月24日の31節クリスタル・パレス戦で勝利すると、翌日の試合で2位マンチェスター・シティがチェルシーに1-2で敗れたことで勝ち点差が23となり、7試合を残して30年ぶり、プレミアリーグとなってからは史上初のリーグ優勝が決定した。また、31節での優勝決定は史上最速記録となった。
FAコミュニティ・シールドのマンチェスター・シティ戦は1-1で引き分けたがPK戦で敗れた。UEFAスーパーカップのチェルシー戦では2-2からPK戦の末に勝利した。FIFAクラブワールドカップ2019では決勝戦で南米王者フラメンゴと接戦の末延長戦でのロベルト・フィルミーノのゴールにより1-0で勝利し初のクラブ世界一に輝き1981年のトヨタカップで完敗した相手に38年越しのリベンジを果たした。
連覇を目指したチャンピオンズリーグでは決勝トーナメント・ラウンド16でアトレティコ・マドリードと対戦。敵地での1stレグをアトレティコの堅守を崩しきれずに0-1で落とすと、2ndレグでは90分を終えて1-0、2戦合計1-1となり延長戦に突入。一時はフィルミーノのゴールで勝ち越したが、ミスから失点すると、その後もカウンターから失点を重ねて2-3で敗れ、2戦合計2-4で敗退した。本拠地アンフィールドでの無敗記録も42でストップした。 リーグカップは準々決勝の日程が前述のクラブワールドカップでトップチームがカタール遠征中に開催されたため、アストン・ヴィラにユースチームのメンバーで挑むこととなり敗れた。FAカップは4回戦再試合で今度は今季初めてプレミアリーグで設定されたウィンターブレイクと日程が被り、またもユースチームのメンバーで試合を挑み、なんとか勝ち進むことができたが、続く5回戦にてチェルシーに敗れた。
2020-21シーズンは、ユルゲン・クロップの監督就任前からチームを支えたアダム・ララーナ、ナサニエル・クライン 、デヤン・ロヴレン の3名が退団。コスタス・ツィミカス、ティアゴ・アルカンタラ、ディオゴ・ジョッタ を獲得し、戦力の刷新を図った。開幕直後の第5節のマージーサイドダービーにてファン・ダイクが前十字靭帯損傷の大怪我を負い、シーズン絶望となると、11月上旬には代表合宿で負った怪我でジョー・ゴメスもシーズン絶望、さらに1月下旬にはマティプが負傷し、レギュラー級のセンターバックがシーズン半ばに全員離脱することとなった。これを受けて冬の移籍市場最終日にプレストンからベン・デイヴィスを完全移籍で、シャルケ04からオザン・カバクをレンタル移籍で相次いで獲得した。しかし、デイヴィスは出場機会が得られず、カバクの負傷離脱もあり最終的にはリース・ウィリアムズとナサニエル・フィリップスの若手2名の起用でカバーした。11月22日、第9節、レスターとの対戦で勝利し、クラブ新記録となるホームゲーム64戦無敗記録を達成したが、翌年1月の第18節のバーンリー戦で敗れ、同記録は68でストップしてしまった。そこからアンフィールドではリーグ戦6連敗を喫してしまい、これはトップリーグから降格した1953-54シーズン以来の出来事となってしまった。しかしそこからチームは立ち直り、第34節のマンチェスター・U戦に勝つと、第36節のWBA戦では1-1で迎えた後半アディショナルタイムにGKのアリソンがリヴァプールのGKとしては初のゴールをヘディングで決めて勝ち越すなど、5連勝でシーズンを締めくくり、3位でシーズンを終えた。
FAコミュニティ・シールドではアーセナルにPK戦の末敗れ、チャンピオンズリーグではアヤックス、アタランタ、ミッティランと同組となり、1位通過を決めるとラウンド16でもRBライプツィヒに2戦合計4-0で完勝するが、準々決勝でレアル・マドリードに2戦合計1-3で敗れた。国内カップ戦でも、リーグカップでは4回戦でアーセナルにまたもPK戦の末敗れ、FAカップではマンチェスター・ユナイテッドに4回戦で敗れ3シーズンぶりの無冠となった。
2021-22シーズンは、2016-17シーズンから主力を務めたジョルジニオ・ワイナルドゥムが契約切れでパリ・サンジェルマンへ退団。加えてジェルダン・シャチリやハリー・ウィルソンなどがそれぞれ退団したものの、イブラヒマ・コナテがおよそ4500万ユーロの移籍金で加入した。4節のリーズ・ユナイテッド戦で、ハーヴェイ・エリオットが大怪我を負うなどのアクシデントもあったが、前シーズンとは打って変わり、シーズン序盤から好調を維持。チャンピオンズリーグではアトレティコ・マドリード、FCポルト、ACミランと同組になったが、全勝でグループリーグを1位で通過。リーグ戦では11節にウェストハム・ユナイテッドに敗れるまで無敗であった。その後、18節のトッテナム・ホットスパー相手に引き分けてから年末にかけてリーグ戦で3戦勝ちなしになるなど、一時的な不調に陥るも、冬の移籍市場でFCポルトから約5000万ユーロの移籍金で獲得したルイス・ディアスがチームにすぐさま適応し、アフリカネイションズカップで離脱していたサディオ・マネと、モハメド・サラーの穴を埋め、その後もシーズン終了まで活躍を続けて最終的にはメディアから21-22プレミアリーグシーズン最高の移籍とも評された。リーグカップも順調に勝ち進み、決勝では延長PK戦の末にチェルシーを下し、10シーズン振りに同タイトルを獲得、FAカップ決勝でも再びチェルシーと対戦。延長PK戦の末、2005-06シーズン以来の優勝を果たした。しかし、プレミアリーグの方は2018-19シーズンと同様勝ち点差1の差でマンチェスター・シティにあと一歩及ばず。チャンピオンズリーグも決勝戦進出を果たすがレアル・マドリードに0-1で敗れた。
2022-23シーズンは夏の移籍市場でSLベンフィカからダルウィン・ヌニェスを獲得したものの、長く左ウイングの主力として活躍してきたサディオ・マネがバイエルンへ、南野拓実がASモナコへ、ディヴォック・オリジがACミランへ、ネコ・ウィリアムズがノッティンガム・フォレストへ移籍するなど、放出の面が目立った。FAカップ勝者として出場したコミュニティ・シールドこそマンチェスター・シティに3-1で勝利しシーズン初タイトルを獲得するものの、リーグ戦開幕後は怪我人が続出。8節終了時点の勝ち点は10で10位に留まり結果として優勝争いには絡めず。攻撃陣は大黒柱マネの移籍、バックアップメンバーとして活躍していた南野、オリギが抜けた事で駒不足に陥った。新加入のヌニェスはマネとタイプが違っており、また決定機を逸するシーンも多く最大限のパワーを出せなかった。これを受け冬の移籍市場ではPSVアイントホーフェンからコーディ・ガクポを獲得し一定の成果を挙げたものの、停滞ムードを完全に打破することは出来なかった。マネの放出によってこれまでのハイプレスでボールを奪って素早く攻めきるスタイルが機能しにくくなり、また右サイドバックのトレント・アレクサンダー＝アーノルドのディフェンス面の課題が前面に出るようになり、チームの弱点となった。前年優勝したリーグカップでは、4回戦でマンチェスター・シティと対戦し2-3で敗戦、ベスト16で去った。同じく前年度優勝のFAカップもブライトンに1-2で敗れて、4回戦で敗退となった。チャンピオンズリーグではナポリ、アヤックス、レンジャーズと同組となり、2位通過。ラウンド16では3年連続となるレアル・マドリードとの対決も、2戦合計2-6で敗れ準々決勝進出はならず。
終盤、アレクサンダー＝アーノルドを中盤に入らせる偽サイドバック起用でようやく調子を上げ、4月から5月にかけて7連勝を記録しニューカッスル、マンチェスター・ユナイテッドを猛追するものの、37節のアストン・ヴィラ戦に引き分けたことで4位以内の可能性が消滅、6シーズンぶりにチャンピオンズリーグ出場を逃すことになった。シーズン終了後、主将のヘンダーソンがアル・イテファクへ、フィルミーノがアル・アハリへ、ミルナーがブライトンへ、ファビーニョがアル・イテハドへ、ナビ・ケイタがブレーメンへ、チェンバレンがベシクタシュへ移籍するなど、経験豊富な選手が退団した。
2023-24シーズンは、主力選手が移籍した中盤の再構築のため、夏の移籍市場では中盤の選手を中心に補強を行った。ブライトンからアレクシス・マック・アリスター、RBライプツィヒからソボスライ・ドミニク、VfBシュトゥットガルトから遠藤航、バイエルン・ミュンヘンからライアン・フラーフェンベルフが完全移籍で加入。遠藤はクラブにとって南野以来の2人目の日本人選手となった。このシーズンはサラーを中心とした攻撃陣が爆発し、前半戦はルイス・ディアスの得点が誤審によって取り消されたアウェイでのトッテナム戦で1敗したのみで、低迷した前シーズンとは異なり首位争いに加わった。開幕当初からアンカーを勤めていたマック・アリスターの負傷離脱により、以降の試合では遠藤がアンカーに定着。年末の過密スケジュールの山場だったアーセナル戦とマンチェスター・ユナイテッド戦をいずれも引き分けで乗り切り2023年を首位で折り返した。2024年1月26日、9年間指揮を執ったユルゲン・クロップが今シーズン限りで退任することが発表された。2月に入ると主力の相次ぐ怪我人続出により、ユースの選手をベンチ入りせざるを得ない状況となる。2月26日のリーグカップ決勝では、多くの主力選手を怪我で欠き、フラーフェンベルフまで試合中に負傷退場してしまうという苦しいチーム状況の中、延長の末にファン・ダイクのゴールによってチェルシー相手に1-0で勝利。2年ぶり最多10回目の優勝となった。FAカップではマンチェスター・ユナイテッドに敗れ、リーグ戦も4月以降失速し優勝争いから脱落。ヨーロッパリーグも準々決勝でアタランタにホームで0-3の敗北を喫し、アウェイでは1-0の勝利を収めたが2戦合計1-3で敗退が決まった。リーグ最終節ウルヴァーハンプトン戦を勝利で終え、9年間の長期政権に有終の美を飾った。また、クロップは自身の退団セレモニーの最中、後任となるアルネ・スロットのチャントをサポーターたちと歌う一幕もあった。翌日、スロットが新監督に就任することが正式発表された。

## タイトル

### 国内タイトル
プレミアリーグ：2回 
- 2019-20, 2024-25

フットボールリーグ：18回 
- 1900-01, 1905-06, 1921-22, 1922-23, 1946-47, 1963-64, 1965-66, 1972-73, 1975-76, 1976-77, 1978-79, 1979-80, 1981-82, 1982-83, 1983-84, 1985-86, 1987-88, 1989-90

FAカップ：8回 
- 1964-65, 1973-74, 1985-86, 1988-89, 1991-92, 2000-01, 2005-06, 2021-22

EFLカップ：10回 
- 1980-81, 1981-82, 1982-83, 1983-84, 1994-95, 2000-01, 2002-03, 2011-12, 2021-22, 2023-24

FAコミュニティ・シールド：16回 
- 1964*, 1965*, 1966, 1974, 1976, 1977*, 1979, 1980, 1982, 1986*, 1988, 1989, 1990*, 2001, 2006, 2022 (*印はタイトル共有)

スーパーカップ：1回
- 1986

### 国際タイトル
UEFAチャンピオンズリーグ：6回 
- 1976-77, 1977-78, 1980-81, 1983-84, 2004-05, 2018-19

UEFAカップ：3回
- 1972-73, 1975-76, 2000-01

UEFAスーパーカップ：4回 
- 1977, 2001, 2005, 2019

FIFAクラブワールドカップ：1回
- 2019

## ダービーマッチ
マンチェスター・ユナイテッドとは昔からライバル関係にあり、ノースウェスト・ダービー（あるいはイングランド・ダービー、ナショナル・ダービー）と呼ばれる伝統の一戦を通じて白熱した試合を繰り広げる。選手同士もこの試合に関してはとても熱く、過去にはリオ・ファーディナンドとピーター・クラウチの乱闘寸前劇や、ガリー・ネヴィルのリヴァプールファンへの挑発などが見られた。またリヴァプール出身でライバルのエヴァートンからマンチェスター・ユナイテッドへ移籍したウェイン・ルーニーへのブーイングなども見られ、好ゲームが多い。
同じマージーサイド州リヴァプールに本拠を置くエヴァートンとライバル関係にある。両クラブの試合はマージーサイド・ダービーと呼ばれ、マンチェスター・ダービー、ノース・ロンドン・ダービー、タイン・ウェア・ダービーなどと並びイングランドでも最も盛り上がるダービーマッチの一つである。なお、両スタジアムは直線距離で600メートル程度しか離れていない。

## エンブレム

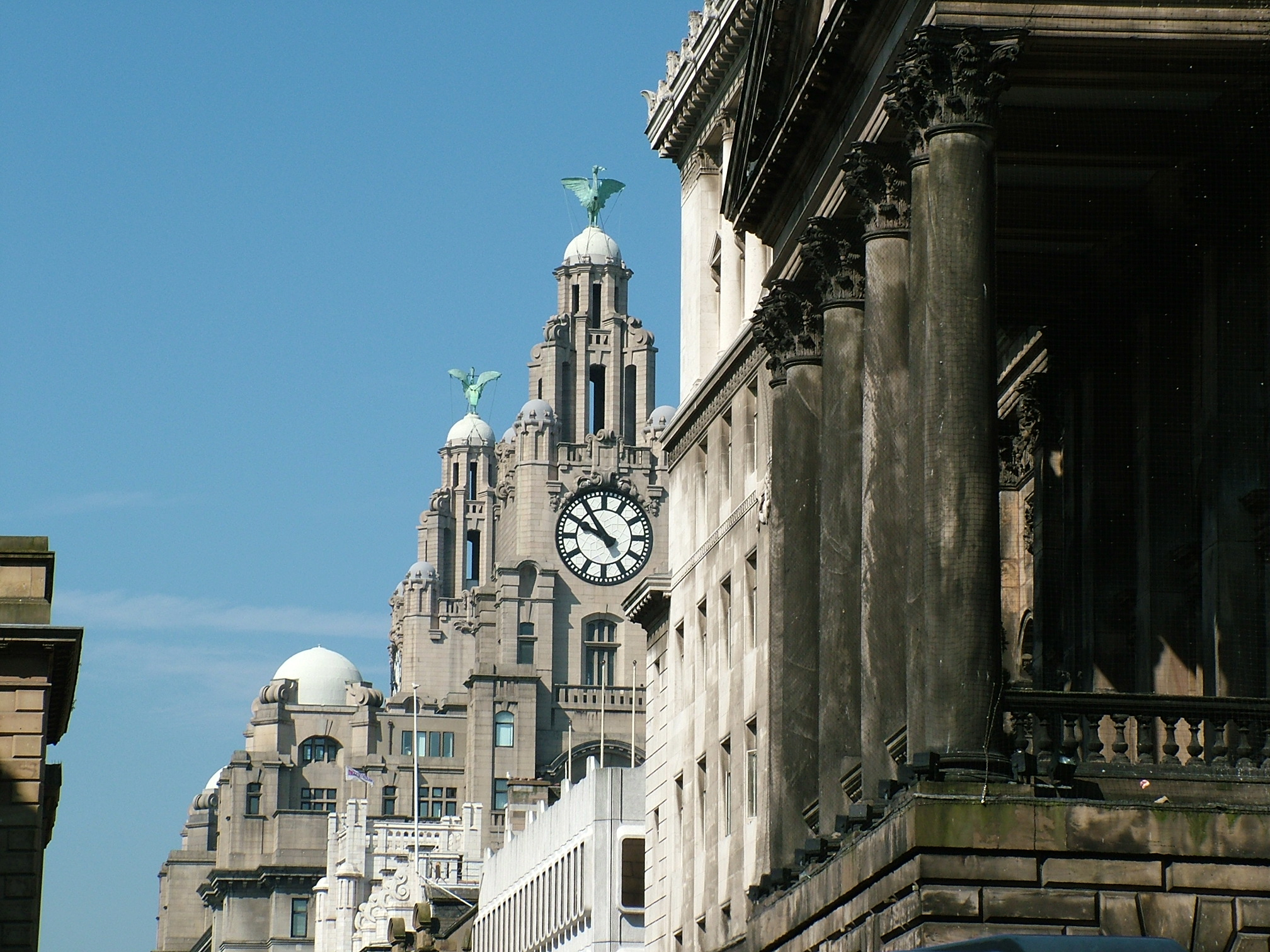
ロイヤル・リヴァー・ビルディング時計台

エンブレムにはアンフィールドのシャンクリー・ゲートの門飾りや、サポーターのアンセムともなっている "You'll never walk alone" の文字、リヴァプール市の象徴ともなっている鳥「ライヴァー・バード（Liver Bird）」などが用いられる。

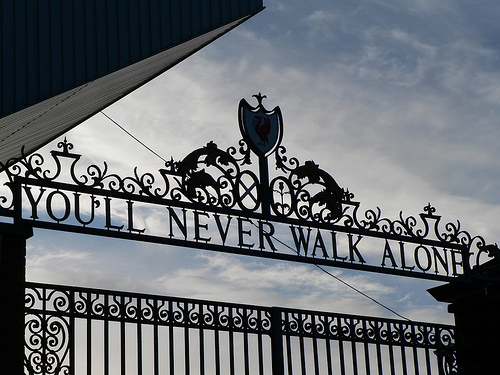
シャンクリー・ゲート

ライヴァー・バードの左右にある炎は、フットボール史に残る惨事と言われるヒルズボロの悲劇への追悼の意を表している。片方の炎はヘイゼルの悲劇への追悼の意を表していると誤認識されることがある が、実際は異なる。ライヴァー・バードはリヴァプール市内のピア・ヘッドに位置するロイヤル・リヴァー・ビルディングの二つの時計台上部にある鳥をモチーフにしている。ライヴァー・バードはリヴァプールの船乗り達の守り神である。

## スタジアム
リヴァプールはアンフィールドというホームスタジアムがある。アンフィールドはアーチボルド・リーチ（Archibald Leitch）という建築技師によって設計され、前述の通り、元々は地元のライバルであるエヴァートンFCのホームスタジアムであった。
トレーニンググラウンドは、ウエスト・ダービーと呼ばれる地区に建つメルウッドである。メルウッドは1950年代からウエスト・ダービーに建つが、同じリヴァプールのカービーに建つリヴァプールのアカデミーとは異なる。

アンフィールドのロッカールームのドアは、ホーム側とアウェイ側で大きさが異なっており、ホーム側の方がドアが小さくなっている。これは相対的に選手を大きく見せるためである。

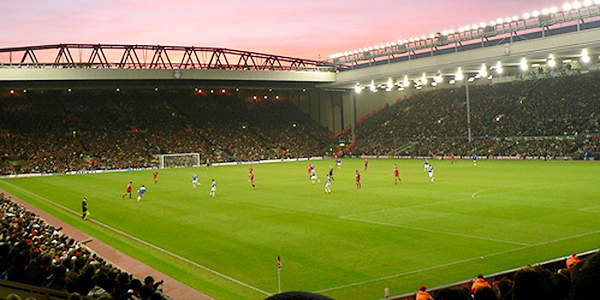
アンフィールドのグラウンド

## サポーター
リヴァプールのサポーターはアンフィールドの "Kop" と呼ばれるスタンドで応援することから、自身をコップ（Kopites）と呼ぶ。

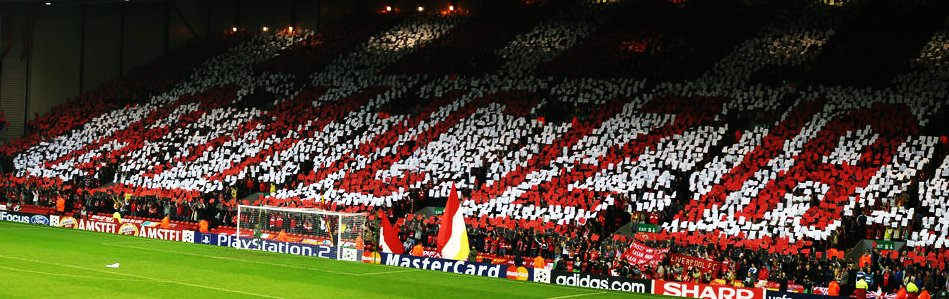
コップスタンド

試合開始前や試合終了直前に、「You'll Never Walk Alone」（君は決して一人ではない。共に歩もう）という曲を歌う。この曲は元々リチャード・ロジャースとオスカー・ハマースタイン2世がミュージカル『回転木馬』のために書いた曲であるが、1960年代初頭に「マージービート」と呼ばれた一連のポップ音楽の系譜に連なるバンドであるジェリー&ザ・ペースメーカーズが録音したものが、イギリスのヒットチャート1位を獲得した。その頃リヴァプールFCのスタジアムアンフィールドでは毎週DJがその週のヒットチャートソングを流していた。そのひとつとして「You’ll Never Walk Alone」が流れサポーターが歌っていたのだが、同曲はヒットチャートから姿を消してからもその名残でスタジアムで歌われ続けた。その後も毎試合流して欲しいとリクエストがありアンセムとして定着するに至っている。
この曲は、セルティックFC、サッカーアイルランド共和国代表、イプスウィッチ・タウンFC、SKラピード・ウィーン、フェイエノールト、アヤックス・アムステルダム、SLベンフィカ、ボルシア・ドルトムント、FC東京などのサポーターにも歌われるようになった。また、2011年に発生した東日本大震災の直後に行われたリヴァプールの試合では、被災地である日本に向けて、「You'll Never Walk Alone」とスローガンを掲げて歌いメッセージが送られた。
著名人のサポーターには、ビートルズのメンバーのうち、ジョン・レノン、ジョージ・ハリスン、リンゴ・スターの3人(なお、ポール・マッカートニーはエヴァートンファンである)、ダニエル・クレイグ(映画俳優、6代目ジェームズ・ボンド役)、キャロライン・ウォズニアッキ(テニス選手)、ダレン・ティル(格闘家)、ミリー・ボビー・ブラウン(女優)、アダム・ウッドイヤット(俳優)、アンジェリーナ・ジョリー(女優)、ブラッド・ピット(俳優)、クライヴ・オーウェン(俳優)、ドクター・ドレー(ラッパー／音楽プロデューサー)、ゲイリー・バーロウ(歌手)、ジョン・ビショップ(コメディアン)、キム・キャトラル(女優)、ラナ・デル・レイ(歌手)、レブロン・ジェームズ(バスケットボール選手)、リーアム・ニーソン(俳優)、メラニー・チズム(歌手)、マイク・マイヤーズ(俳優)、レベッカ・ファーガソン(歌手)、スティーヴン・グレアム(俳優)、GLAYのベーシストJIRO、Suchmosボーカルの河西洋介、キム・ジェウク(俳優)、白井悠介(声優)などがいる。

## スポンサー
メインスポンサー
| 企業名             | 本社所在地               | 使用開始年 | 使用終了年 |
| ------------------ | ------------------------ | ---------- | ---------- |
| HITACHI            | 東京                     | 1972       | 1981       |
| Crown Paints       | ランカシャー州ダーウェン | 1982       | 1987       |
| Candy              | ブルゲーリオ             | 1988       | 1991       |
| Carlsberg          | コペンハーゲン           | 1992       | 2009       |
| Standard Chartered | ロンドン                 | 2010       | 継続中     |

## 現所属メンバー
プレミアリーグ 2024-25シーズン 基本フォーメーション（4-2-3-1）
2025年8月15日現在
注：選手の国籍表記はFIFAの定めた代表資格ルールに基づく。
| No. | Pos. |                | 選手名                         |
| --- | ---- | -------------- | ------------------------------ |
| 1   | GK   | ブラジル       | アリソン・ベッカー             |
| 2   | DF   | イングランド   | ジョー・ゴメス ★               |
| 3   | MF   | 日本           | 遠藤航                         |
| 4   | DF   | オランダ       | フィルジル・ファン・ダイク     |
| 5   | DF   | フランス       | イブラヒマ・コナテ             |
| 6   | DF   | ハンガリー     | ケルケズ・ミロシュ ☆           |
| 7   | MF   | ドイツ         | フロリアン・ヴィルツ           |
| 8   | MF   | ハンガリー     | ソボスライ・ドミニク           |
| 10  | MF   | アルゼンチン   | アレクシス・マック・アリスター |
| 11  | FW   | エジプト       | モハメド・サラー               |
| 12  | DF   | 北アイルランド | コナー・ブラッドリー ★         |
| 14  | FW   | イタリア       | フェデリコ・キエーザ           |
| 15  | DF   | イタリア       | ジョヴァンニ・レオーニ ☆       |
| 17  | MF   | イングランド   | カーティス・ジョーンズ ★       |
| 18  | FW   | オランダ       | コーディ・ガクポ               |

| No. | Pos. |                 | 選手名                         |
| --- | ---- | --------------- | ------------------------------ |
| 19  | MF   | イングランド    | ハーヴェイ・エリオット ★       |
| 21  | DF   | ギリシャ        | コスタス・ツィミカス           |
| 22  | FW   | フランス        | ウーゴ・エキティケ             |
| 25  | GK   | ジョージア (国) | ギオルギ・ママルダシュヴィリ   |
| 26  | DF   | スコットランド  | アンディ・ロバートソン         |
| 28  | GK   | イングランド    | フレディ・ウッドマン ★         |
| 30  | DF   | オランダ        | ジェレミー・フリンポン ★       |
| 38  | MF   | オランダ        | ライアン・フラーフェンベルフ   |
| 41  | GK   | ハンガリー      | ペーチ・アールミン ☆           |
| 42  | MF   | イングランド    | トレイ・ナイオニ ☆             |
| 43  | MF   | スペイン        | ステファン・バイチェティッチ ☆ |
| 46  | DF   | イングランド    | リース・ウィリアムズ ★         |
| 47  | DF   | スコットランド  | カルヴィン・ラムゼイ ★         |
| 50  | FW   | スコットランド  | ベン・ドーク ☆                 |

※★はホーム・グロウン選手、☆は21歳以下の選手を示す。
監督
- アルネ・スロット

### リザーブチーム
注：選手の国籍表記はFIFAの定めた代表資格ルールに基づく。
| No. | Pos. |              | 選手名                       |
| --- | ---- | ------------ | ---------------------------- |
| 44  | DF   | イングランド | ルーク・チェンバース         |
| 48  | DF   | イングランド | カラム・スカンロン           |
| 49  | FW   | イングランド | カイデ・ゴードン             |
| 51  | FW   | アイルランド | トレント・コーン＝ドーハティ |
| 52  | DF   | イングランド | アイザック・マバヤ           |
| 53  | MF   | イングランド | ジェームズ・マコーネル       |

| No. | Pos. |              | 選手名             |
| --- | ---- | ------------ | ------------------ |
| 63  | DF   | ウェールズ   | オーウェン・ベック |
| 65  | DF   | イングランド | アマラ・ナロ       |
| 67  | FW   | ウェールズ   | ルイス・クーマス   |
| 73  | FW   | イングランド | リオ・ングモハ     |
| 76  | FW   | イングランド | ジェイデン・ダンズ |
| 77  | DF   | イングランド | ジェームズ・ノリス |

※ユースチーム所属選手の内、トップチーム出場経験がある選手

### ローン移籍
in
注：選手の国籍表記はFIFAの定めた代表資格ルールに基づく。
| No. | Pos. |  | 選手名 |
| --- | ---- |  | ------ |

out
注：選手の国籍表記はFIFAの定めた代表資格ルールに基づく。
| No. | Pos. |        | 選手名                               |
| --- | ---- | ------ | ------------------------------------ |
| 56  | GK   | チェコ | ビテスラフ・ヤロシュ (AFCアヤックス) |

| No. | Pos. |              | 選手名                                      |
| --- | ---- | ------------ | ------------------------------------------- |
| 95  | GK   | イングランド | ハーヴェイ・デイビス (クローリー・タウンFC) |

### 永久欠番
注：選手の国籍表記はFIFAの定めた代表資格ルールに基づく。
| No. | Pos. |            | 選手名             |
| --- | ---- | ---------- | ------------------ |
| 20  | FW   | ポルトガル | ディオゴ・ジョッタ |

## 歴代所属選手

### 最多試合出場
公式戦に限る。括弧内は途中出場数。
| #  | 名前                     | 期間                | リーグ   | FAカップ | リーグカップ | その他   | 合計     |
| -- | ------------------------ | ------------------- | -------- | -------- | ------------ | -------- | -------- |
| 1  | イアン・キャラハン       | 1960–1978           | 640 (4)  | 79 (2)   | 42 (7)       | 96 (1)   | 857 (14) |
| 2  | ジェイミー・キャラガー   | 1996–2013           | 508 (24) | 40 (1)   | 35 (7)       | 152 (3)  | 737 (35) |
| 3  | スティーヴン・ジェラード | 1998–2015           | 504 (39) | 42 (5)   | 30 (5)       | 134 (14) | 710 (63) |
| 4  | レイ・クレメンス         | 1967–1981           | 470 (0)  | 54 (0)   | 55 (0)       | 86 (0)   | 665 (0)  |
| 4  | エムリン・ヒューズ       | 1967–1979           | 474 (0)  | 62 (0)   | 46 (0)       | 83 (0)   | 665 (0)  |
| 6  | イアン・ラッシュ         | 1980–1987 1988–1996 | 469 (22) | 61 (5)   | 78 (0)       | 52 (3)   | 660 (30) |
| 7  | フィル・ニール           | 1974–1985           | 455 (2)  | 45 (0)   | 66 (0)       | 81 (0)   | 650 (2)  |
| 8  | トミー・スミス           | 1962–1978           | 467 (0)  | 52 (0)   | 30 (0)       | 89 (1)   | 638 (1)  |
| 9  | ブルース・グロベラー     | 1980–1994           | 440 (0)  | 62 (0)   | 70 (0)       | 56 (0)   | 628 (0)  |
| 10 | アラン・ハンセン         | 1977–1991           | 434 (0)  | 58 (1)   | 68 (0)       | 60 (1)   | 620 (2)  |

### 最多得点
公式戦に限る。括弧内は出場試合数。
| #  | 名前                     | 期間                | リーグ    | FAカップ | リーグカップ | その他   | 合計      |
| -- | ------------------------ | ------------------- | --------- | -------- | ------------ | -------- | --------- |
| 1  | イアン・ラッシュ         | 1980–1987 1988–1996 | 229 (469) | 39 (61)  | 48 (78)      | 30 (52)  | 346 (660) |
| 2  | ロジャー・ハント         | 1958–1969           | 244 (404) | 18 (44)  | 5 (10)       | 18 (34)  | 285 (492) |
| 3  | モハメド・サラー         | 2017–現在           | 184 (288) | 6 (12)   | 4 (11)       | 51 (90)  | 245 (401) |
| 4  | ゴードン・ホジソン       | 1925–1936           | 233 (358) | 8 (19)   | 0 (0)        | 0 (0)    | 241 (377) |
| 5  | ビリー・リデル           | 1938–1961           | 215 (498) | 13 (46)  | 0 (0)        | 0 (0)    | 228 (534) |
| 6  | スティーヴン・ジェラード | 1998–2015           | 120 (504) | 15 (42)  | 9 (30)       | 42 (134) | 186 (710) |
| 7  | ロビー・ファウラー       | 1993–2001 2006–2007 | 128 (266) | 12 (24)  | 29 (35)      | 14 (44)  | 183 (369) |
| 8  | ケニー・ダルグリッシュ   | 1977–1990           | 118 (355) | 13 (37)  | 27 (59)      | 14 (64)  | 172 (515) |
| 9  | マイケル・オーウェン     | 1996–2004           | 118 (216) | 8 (15)   | 9 (14)       | 23 (52)  | 158 (297) |
| 10 | ハリー・キャンバース     | 1915–1928           | 135 (315) | 16 (28)  | 0 (0)        | 0 (1)    | 151 (339) |

### 歴代主将
60年代以降の主将
| 期間      | 選手                       |
| --------- | -------------------------- |
| 1961–1970 | ロン・イェイツ             |
| 1970–1973 | トミー・スミス             |
| 1973–1978 | エムリン・ヒューズ         |
| 1978–1981 | フィル・トンプソン         |
| 1982–1984 | グレアム・スーネス         |
| 1984–1985 | フィル・ニール             |
| 1985–1988 | アラン・ハンセン           |
| 1988–1989 | ロニー・ウィーラン         |
| 1989–1990 | アラン・ハンセン           |
| 1990–1991 | ロニー・ウィーラン         |
| 1991–1993 | マーク・ライト             |
| 1993–1996 | イアン・ラッシュ           |
| 1996–1997 | ジョン・バーンズ           |
| 1997–1999 | ポール・インス             |
| 1999–2002 | ジェイミー・レドナップ     |
| 2001–2003 | サミ・ヒーピア             |
| 2003–2015 | スティーヴン・ジェラード   |
| 2015–2023 | ジョーダン・ヘンダーソン   |
| 2023–     | フィルジル・ファン・ダイク |